# Mecistoptera griseifusa
Mecistoptera griseifusa là một loài bướm đêm trong họ Erebidae.